# 주 영왕
동주 영왕 희설심(東周 靈王 姬泄心, ? ~ 기원전 545년)은 주나라의 23대 왕이다.

## 사적
재위 기간 동안 태자 진(晉)이 이(伊)와 낙(洛) 땅을 순수하다 죽자, 그후 아들을 그리워 하다가 꿈에서 태자 진이 아버지를 모시러 왔다고 하여 영왕은 잠을 자다 세상을 떠났다.
둘째 아들 귀(貴)가 왕위에 오르니 그가 경왕이다.